# Su Lin (panda, 2005)
Ne doit pas être confondu avec Su Lin (panda, années 1930).

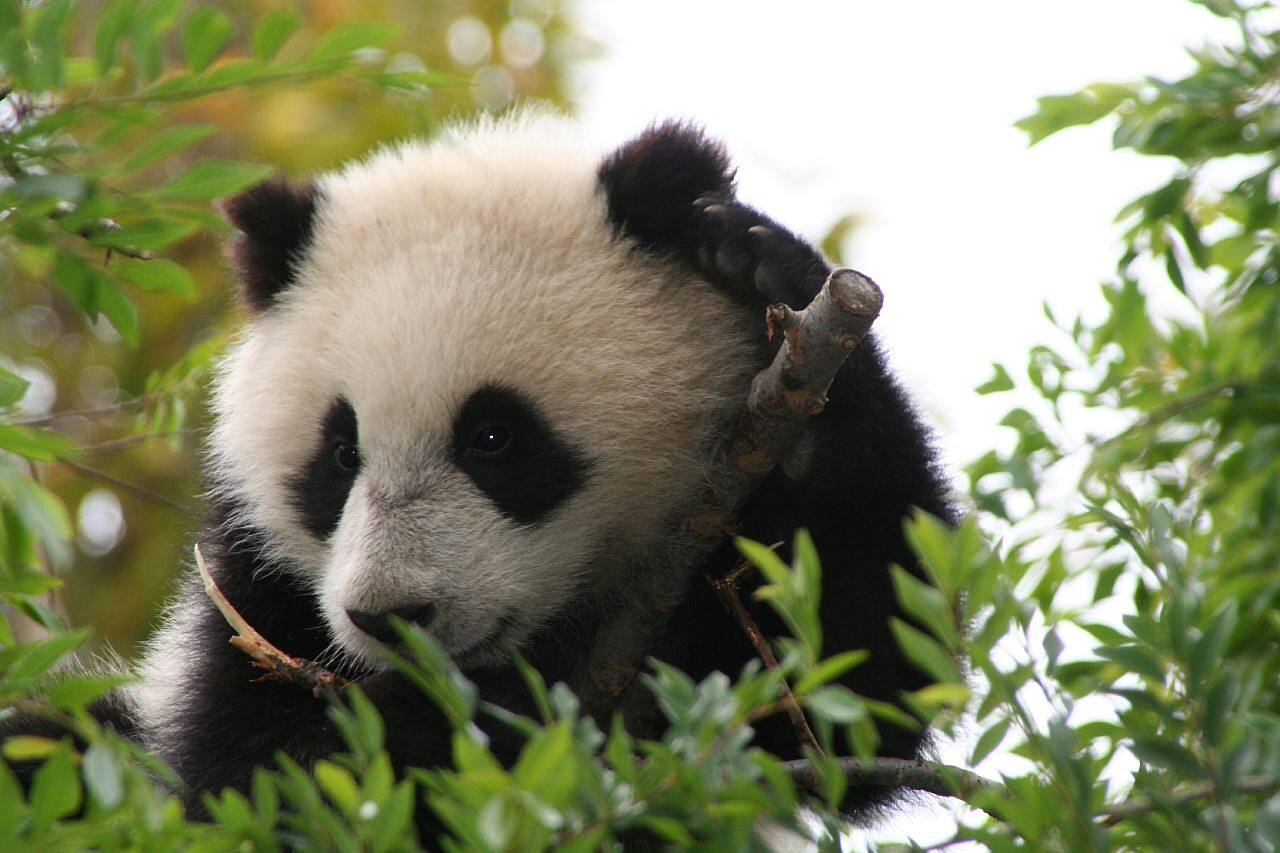
Su Lin en 2006.

Su Lin (chinois : 苏琳) est un panda géant femelle née le 2 août 2005 au zoo de San Diego, nommé en l'honneur de Su-Lin Young, exploratrice américaine d'origine chinoise des années 1930.
Su Lin est le troisième bébé de sa mère Bai Yun et le deuxième de son père Gao Gao. Su Lin a une demi-sœur, par l'intermédiaire de Bai Yun, Hua Mei. Comme ses frères et sœurs Mei Sheng, Zhen Zhen, Yun Zi et Xiao Liwu, elle a été conçue à la suite d'un accouplement naturel.
Su Lin a fait ses débuts publics au début de décembre 2005 et a été sevrée au début de 2007.
Su Lin et sa sœur Zhen Zhen ont rejoint la Bifengxia Panda Base en Chine le 24 septembre 2010,.
En mars 2011, Su Lin s'est reproduit avec un panda géant mâle. Peu de temps après, elle fut transférée à Hetaoping, où elle donna naissance à ses premiers petits, un mâle et un bébé mort-né le 7 juillet dans un environnement semi-sauvage. Plus tard, en compagnie de sa progéniture, elle fut déplacée à Bifengxia, où ils vécurent en semi-liberté dans une zone sauvage appelée New Leopard Mountain,,. Le petit de Su Lin s'appelait Yun Hui ; il vivait avec deux femelles, nées en 2012. Yun Hui est décédé en janvier 2015, deux mois après son quatrième anniversaire.